# Nudnida Luangnam
Nudnida Luangnam (tailandés: ณัฐนิดา หลวงแนมen tailandés: ณัฐนิดา หลวงแนม; nacida 27 de febrero de 1987) es una jugadora de tenis en tailandés: ณัฐนิดา หลวงแนมa profesional. Su mejor ranking histórico es el Núm. 195, logrado en mayo de 2013. Su mejor ranking de dobles fue el Núm. 342 logrado en noviembre de 2017.
Hasta la fecha, ha ganado un total de 12 títulos individuales y 13 dobles en el circuito ITF.

## Títulos ITF

### Singles (12)
| Leyenda                  |
| ------------------------ |
| $100,000 torneos         |
| $80,000 torneos          |
| $60,000 torneos          |
| $25,000 torneos          |
| $10,000 / 15.000 torneos |

| Títulos por superficie |
| ---------------------- |
| Dura (10)              |
| Clay (2)               |
| Hierba (0)             |
| Alfombra (0)           |

| N.º | Date                     | Tournament             | Surface  | Opponent          | Score              |
| --- | ------------------------ | ---------------------- | -------- | ----------------- | ------------------ |
| 1.  | 25 de septiembre de 2005 | Yakarta, Indonesia     | Dura     | Chen Lu-ling      | 6–4, 6–4           |
| 2.  | 8 de abril de 2006       | Chennai, India         | Arcilla  | Miki Miyamura     | 6–3, 6–0           |
| 3.  | 6 de mayo de 2007        | Vich, Spain            | Arcilla  | Lisa Tognetti     | 4–6, 6–3, 6–3      |
| 4.  | 24 de julio de 2010      | Nonthaburi, Tailandia  | Dura     | Tomoko Yonemura   | 2–6, 7–5, 6–1      |
| 5.  | 7 de agosto de 2010      | Balikpapan, Indonesia  | Dura     | An-Sophie Mestach | 6–0, 3–6, 6–2      |
| 6.  | 15 de febrero de 2014    | Nonthaburi, Tailandia  | Dura     | Wen Xin           | 6–3, 6–4           |
| 7.  | 13 de septiembre de 2014 | Kyoto, Japan           | Dura (i) | Kyōka Okamura     | 7–6(9–7), 3–6, 6–4 |
| 8.  | 28 de febrero de 2015    | Sharm el-Sheikh, Egypt | Dura     | Aminat Kushkhova  | 6–1, 6–3           |
| 9.  | 15 de marzo de 2015      | Sharm el-Sheikh, Egypt | Dura     | Melanie Klaffner  | 6–2, 6–4           |
| 10. | 17 de noviembre de 2018  | Nonthaburi, Tailandia  | Dura     | Misaki Matsuda    | 7-6(3) 2-6 6-2     |
| 11. | 1 de diciembre de 2018   | Hua Hin, Tailandia     | Dura     | Aldila Sutjiadi   | 6-1 3-6 6-3        |
| 12. | 8 de diciembre de 2018   | Hua Hin, Tailandia     | Dura     | Aldila Sutjiadi   | 6-3 1-6 6-1        |

### Dobles (13)
| Leyenda              |
| -------------------- |
| $100,000 tournaments |
| $80,000 tournaments  |
| $60,000 tournaments  |
| $25,000 tournaments  |
| $15,000 tournaments  |
| $10,000 tournaments  |

| Títulos por superficie |
| ---------------------- |
| Dura (12)              |
| arcilla (1)            |
| Grass (0–0)            |
| Carpet (0–0)           |

| Núm. | Fecha                   | Torneo                | Superficie | Socio                | Adversarios                                | Puntuación            |
| ---- | ----------------------- | --------------------- | ---------- | -------------------- | ------------------------------------------ | --------------------- |
| 1.   | 13 de noviembre de 2004 | Manila, Filipinas     | arcilla    | Prim Buaklee         | Ayu Fani Damayanti Septi Mende             | w/o                   |
| 2.   | 1 de abril de 2006      | Mumbai, India         | Dura       | Thassha Vitayaviroj  | Natasha Khan Claire Peterzan               | 3–3 ret.              |
| 3.   | 30 de julio de 2006     | Bangkok, Tailandia    | Duro       | Ayu Fani Damayanti   | Wilawan Choptang Thassha Vitayaviroj       | 6–2, 6–2              |
| 4.   | 25 de octubre de 2015   | Bangkok, Tailandia    | Duro       | Peangtarn Plipuech   | Emma Laine Valeriya Strakhova              | 6–2, 6–3              |
| 5.   | 15 de octubre de 2016   | Hua Hin, Tailandia    | Duro       | Zhang Yukun          | Guo Hanyu Lu Jiaxi                         | 6–2, 6–3              |
| 6.   | 22 de octubre de 2016   | Hua Hin, Tailandia    | Duro       | Varunya Wongteanchai | Chompoothip Jandakate Tamachan Momkoonthod | 6–2, 6–7(2–7), [10–0] |
| 7.   | 4 de diciembre de 2016  | Hua Hin, Tailandia    | Duro       | Varunya Wongteanchai | Mai Hontama Yukina Saigo                   | 7–5, 6–3              |
| 8.   | 30 de abril de 2017     | Hua Hin, Tailandia    | Duro       | Varunya Wongteanchai | Patcharin Cheapchandej Han Sung-hee        | 7–5, 6–2              |
| 9.   | 17 de julio de 2017     | Hua Hin, Tailandia    | Duro       | Varunya Wongteanchai | Patcharin Cheapchandej Han Sung-hee        | 6–2, 7–6(7–5)         |
| 10.  | 7 de octubre de 2017    | Nonthaburi, Tailandia | Duro       | Varunya Wongteanchai | Elaine Genovese Oona Orpana                | 6–4, 6–4              |
| 11.  | 9 de septiembre de 2018 | Nonthaburi, Tailandia | Duro       | Bunyawi Thamchaiwat  | Ramu Ueda Bunyawi Thamchaiwat              | 2-6 6-4 [10-7]        |
| 12.  | 17 de noviembre de 2018 | Nonthaburi, Tailandia | Duro       | Varunya Wongteanchai | I-Hsuan Cho Dan Ni Wang                    | 6-2 6-0               |
| 13.  | 30 de noviembre de 2018 | Nonthaburi, Tailandia | Duro       | Bunyawi Thamchaiwat  | Ayaka Okuno Aldila Sutjiadi                | 6-4 6-2               |